# Stanisław Ciechanowiecki
Stanisław Aleksander Konstanty Emanuel Ciechanowiecki herbu Dąbrowa (ur. 18 grudnia 1853 w Boczejkowie, zm. 6 stycznia 1918 w Marsylii) – polski hrabia, dyplomata w służbie Imperium Rosyjskiego.

## Życiorys
Pierworodny syn spośród dziewięciorga dzieci Józefa Pawła i Aleksandryny z d. Riznicz (Riznić, Risnich). Był kształcony w Paryżu, w angielskim Stonyhurst oraz w petersburskiej elitarnej Nikołajewskiej szkole kawaleryjskiej. W latach 1872–1877 służył jako podoficer w carskiej armii i brał udział w wojnie rosyjsko-tureckiej 1877/78. Od 1880 w rosyjskiej dyplomacji. W 1916 zdymisjonowany i przeniesiony w stan spoczynku bez prawa do emerytury. Zmarł w dwa lata później i został pochowany w Wersalu w grobie Forsanzów.

## Rangi i funkcje dyplomatyczne
- 1880 – urzędnik ponadetatowy
- 1881 – registrator kolegialny
- 1882 – urzędnik do szczególnych zleceń
- 1883 – registrator kolegialny w Ermupolis
  - sekretarz w Ermupolis
  - dragoman w Ermupolis
- 1889 – sekretarz kolegialny
- 1890 – radca tytularny
- 1893 – konsul generalny w Hiszpanii
- 1894 – asesor kolegialny
- 1897 – radca dworu
- 1900 – radca kolegialny
- 1904 – radca stanu
- 1907 – konsul generalny w Kadyksie
- 1908 – konsul generalny w Marsylii
- 1915 – rzeczywisty radca stanu

## Odznaczenia
- Order Świętej Anny II kl. (1907, Rosja)
- Medal Wojny 1877-78 (1878, Rosja)
- Order Zbawiciela V kl. (1888, Grecja)
- Order Krzyża Takowy (1889, Serbia)
- Order Daniela IV kl. (1889, Czarnogóra)
- Order Kambodży IV kl. (1890, Francja)
- Order Lwa Zeryngeńskiego (1891, Badenia)
- Order NMP z Vila Viçosa I kl. (1901, Portugalia)
- Order Izabeli Katolickiej II kl. (1909, Hiszpania)